# Oxypoda profuga
Oxypoda profuga är en skalbaggsart som beskrevs av Thomas Casey 1911. Oxypoda profuga ingår i släktet Oxypoda och familjen kortvingar. Inga underarter finns listade i Catalogue of Life.